# Felix Maria Diogg

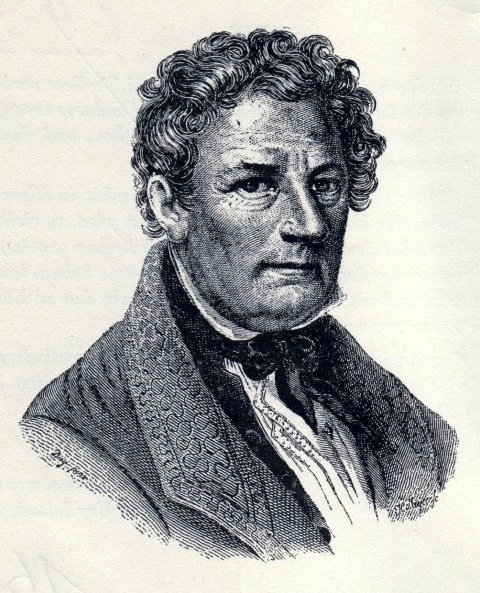
Felix Maria Diogg: Selbstporträt

Felix Maria Diogg (* 1. Juli 1762 in Andermatt; † 19. Februar 1834 in Rapperswil) war ein Schweizer Porträtmaler.

## Leben
Felix Maria Diogg war der Sohn des Schreiners, Malers, Vergolders und Bauern Johann Columban. Seine Mutter war Katharina Deflorin von Tavetsch. Über Dioggs Kindheit ist nur wenig bekannt. Nach dem Brand von Andermatt 1766 zog die Familie Diogg über den Oberalppass zur Familie der Mutter nach Tschamut, wo sie ein kleines Berggut bewirtschaftete.
Der Talarzt von Urseren Felix Halter scheint der erste gewesen zu sein, der auf die zeichnerischen Fähigkeiten des Knaben aufmerksam wurde. Er empfahl dem Abt von Disentis Columban Sozzi, den jungen Diogg an die Mal- und Zeichenschule des Nidwaldners Johann Melchior Wyrsch (1732–1798) nach Besançon zu schicken. Die Stadt wurde im 18. Jahrhundert von zahlreichen jungen Schweizern zur Erlernung der französischen Sprache und zum Studium der Medizin und der Rechtswissenschaft aufgesucht. Wyrsch, ein erfolgreicher Maler, hatte sich 1768 in Besançon niedergelassen und 1773 mit seinem Freund, dem Plastiker Luc Breton, eine Akademie gegründet. Von 1780 bis 1784 scheint sich Diogg in Besançon aufgehalten zu haben. Dort entstand 1782 das erste erhaltene und signierte Werk Dioggs – eine Zeichnung mit Kopfstudien; heute im Bündner Kunstmuseum in Chur.
Nach dem Tod seiner Eltern kehrte Diogg 1784 nach Andermatt zurück. Noch im gleichen Jahr liess sich der Talammann von Ursern Franz Josef Nager mit seiner Gemahlin vom jungen Künstler malen, ein Jahr später verschiedene Persönlichkeiten Uris. Von 1785 bis 1788 hielt sich Diogg in Florenz, Rom und Neapel auf, darauf kehrte er in die Schweiz zu seinem Onkel nach Ems zurück. 1789 unternahm er eine Reise über Altdorf und Einsiedeln in die March.
In Lachen lernte er den Rapperswiler Felix Cajetan Fuchs kennen, der in Augsburg und Rom zum Maler ausgebildet worden war, jedoch 1783 die politische Laufbahn einschlug und in Rapperswil Stadtschreiber wurde. Wohl auf seine Vermittlung hin porträtierte Diogg in den Jahren 1790 und 1791 eine ganze Reihe von Mitgliedern der vornehmen Familien Rapperswils, worauf er beschloss, sich dort niederzulassen. 1791 wurde Diogg das Bürgerrecht der Stadt verliehen. Im Juli 1792 heiratete er Lisette Curti, die Tochter des Zunftmeisters Carl Ludwig Curti, eine Nichte von Cajetan Fuchs. Das Paar bekam vier Kinder, von denen sich Sohn Felix Kolumban (1795–1842) als Politiker und Offizier einen Namen machte. Seine Tochter Maria Franziska Magdalena Elisabeth Bonaventura (1793–1855) war verheiratet mit Jost Ribar Rüegg von Schmerikon. Sie starb ohne Nachkommen. Zwei weitere Kinder, ein Knabe und ein Mädchen, starben nach der Geburt.

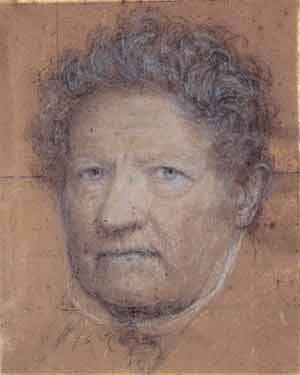
Selbstporträt

Von Rapperswil aus erarbeitete er sich eine führende Stellung als Bildnismaler. Seine Aufträge erhielt er zuerst vor allem in Zürich und in der Ostschweiz, später in Bern, in der Westschweiz, im Elsass und in Deutschland. Mit dreissig Jahren war Diogg ein gemachter Mann und ein bekannter Porträtist.
Die bäuerliche Herkunft Dioggs führte 1794 zu Spannungen mit den vornehmen Patrizierfamilien Rapperswils und aristokratischen Flüchtlingen aus Frankreich, die oft arrogant auftraten. Der Onkel seiner Frau, der Arzt und Statthalter Fidel Fuchs, tadelte den Künstler in einem scharfen Brief. Diogg reagierte, beeinflusst von den Ideen der Französischen Revolution,  mit einem Antwortschreiben in Form einer über 80 Seiten langen Druckschrift, in der er schonungslos seine Verwandten und die Scheinheiligkeit der Aristokratie angriff. Von der Schrift gibt es heute bezeichnenderweise vermutlich nur noch ein einziges Exemplar.
Diogg war häufig monatelang unterwegs. Er malte in Appenzell, St. Gallen und Herisau und im Sarganserland. 1799–1809 war er oft in Bern und der Westschweiz. Von 1810 bis 1820 entstanden viele Werke im Elsass und in Karlsruhe, wo er 1814 Elisabeth von Baden porträtierte, die Frau des russischen Zaren Alexander I. 1797 traf er Goethe in Stäfa, wo er 1798 die «Freiheitstafel für die vom Zürcher Rat gemassregelten Patrioten» malte. Das Zentrum seines Wirkungskreises aber blieb Zürich.

## Werke
In den 50 Jahren seines Schaffens malte Felix Maria Diogg mehr als 600 Porträts. Er beteiligte sich an Ausstellungen in Berlin, Zürich, Bern und St. Gallen. Diogg malte fast ausschliesslich Bildnisse sowie ein paar Gruppendarstellungen. Den allergrössten Teil der über 300 erhaltenen Werke machen Gemälde aus; dazu kommen einige Zeichnungen, Aquarelle und Radierungen. Ob das grosse Wandbild am Turm der Kirche von Tujetsch, ein St. Georg zu Pferd, auch von Diogg ist, ist umstritten; Erwin Poeschel hält die Zuschreibung aus stilistischen Gründen für wenig glaubhaft.
Dioggs Porträts sind meist einfach aufgebaut und stark auf Details ausgerichtet. Er malte seine Bildnisse sorgfältig und sachlich. Besonderes Gewicht legte er auf die Herausarbeitung der individuellen Gesichtszüge und die Darstellung der Augen. Es sind meist Einzelporträts, bei denen sich der Kopf vom dunkeln Hintergrund abhebt. Dioggs Werke sind in der ganzen Schweiz und im Ausland in privatem oder öffentlichem Besitz. Viele davon sind im Elsass und Rapperswil.

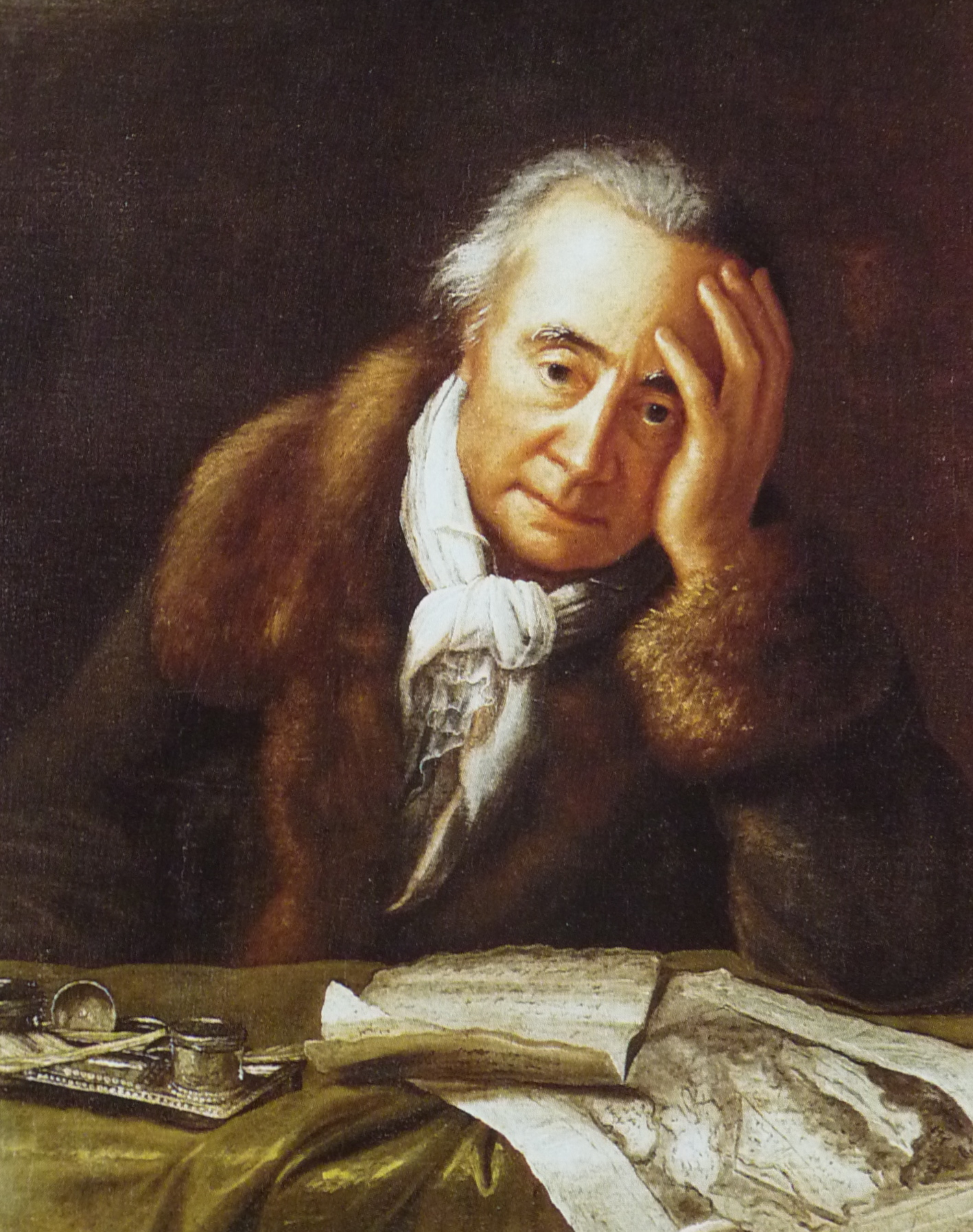
Ulysses von Salis-Marschlins
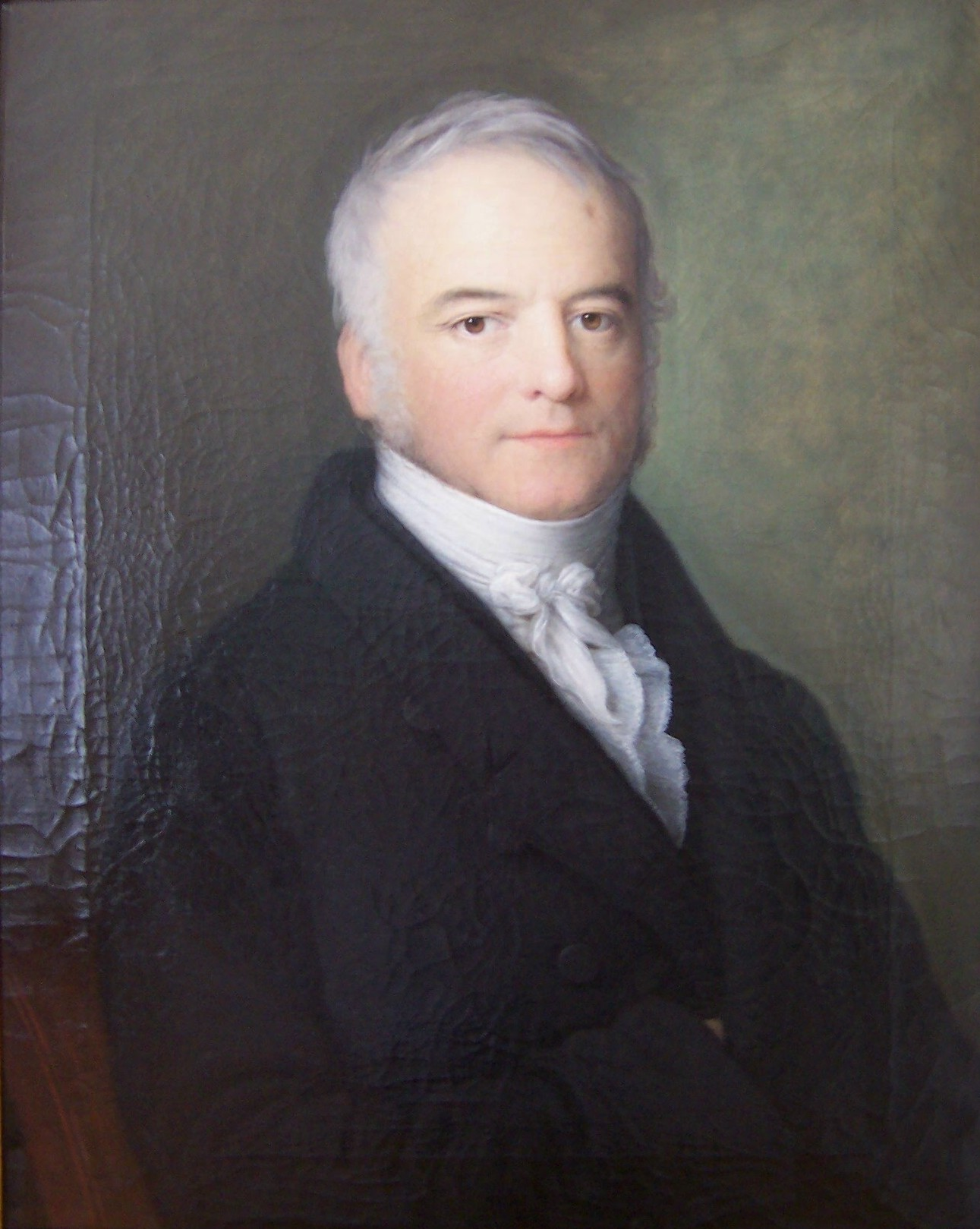
Johann Matthias Naeff-Dalp, Altstätten SG
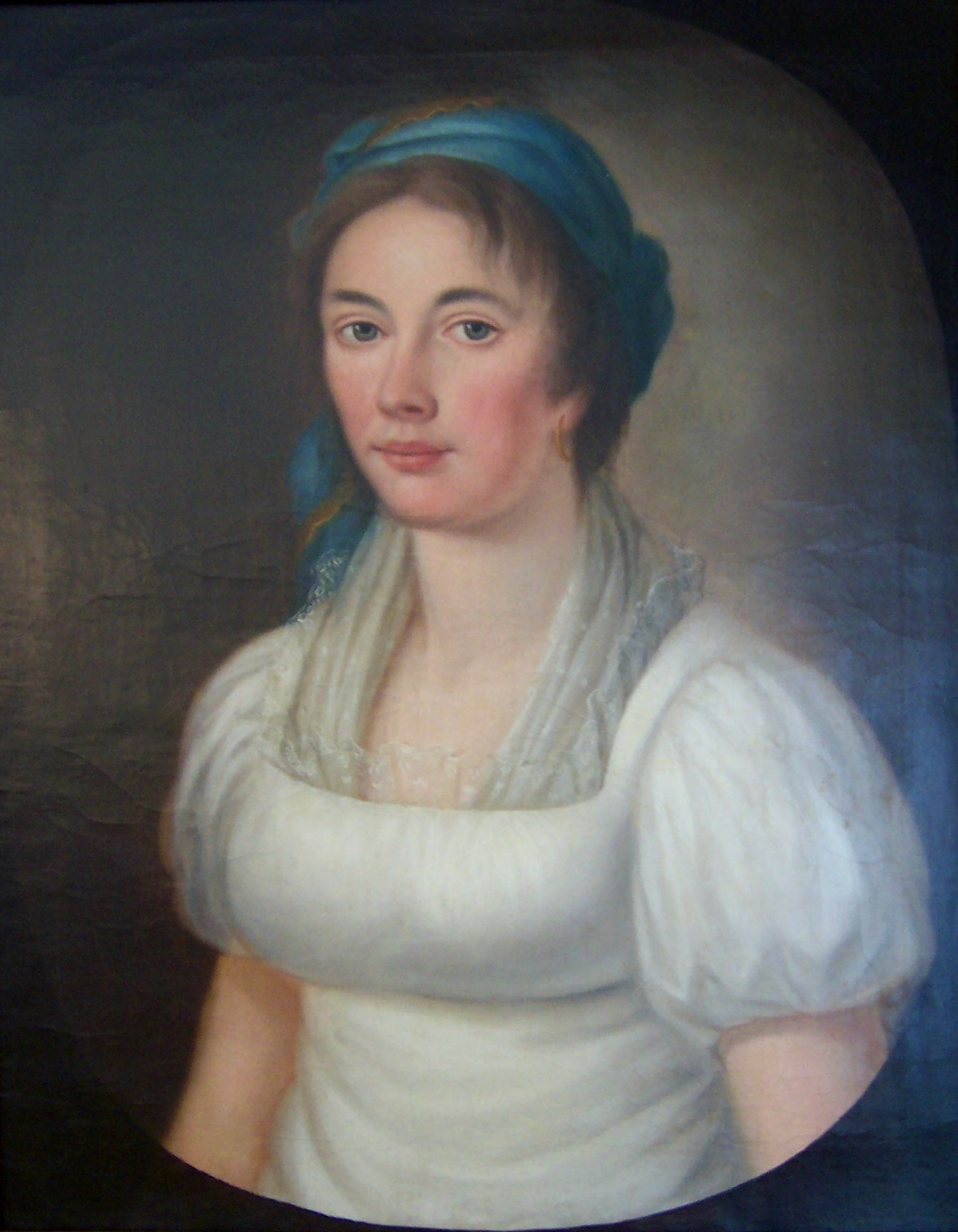
Maria Naeff-Dalp, Altstätten SG
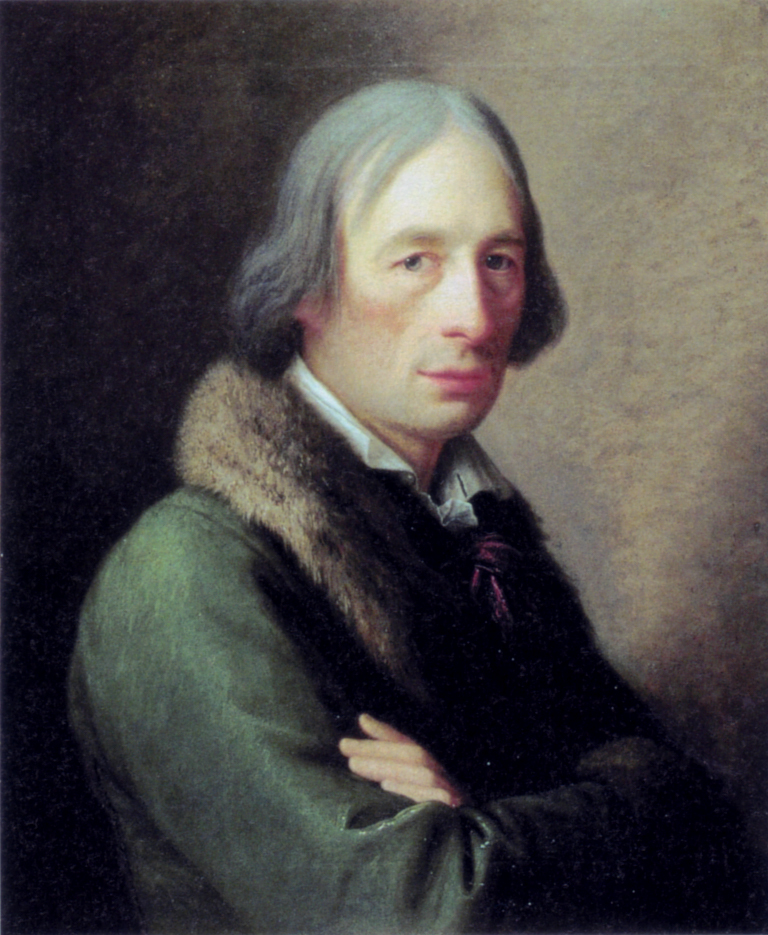
Karl Mueller Friedberg (1755–1863), erster Landammann des Kantons St. Gallen
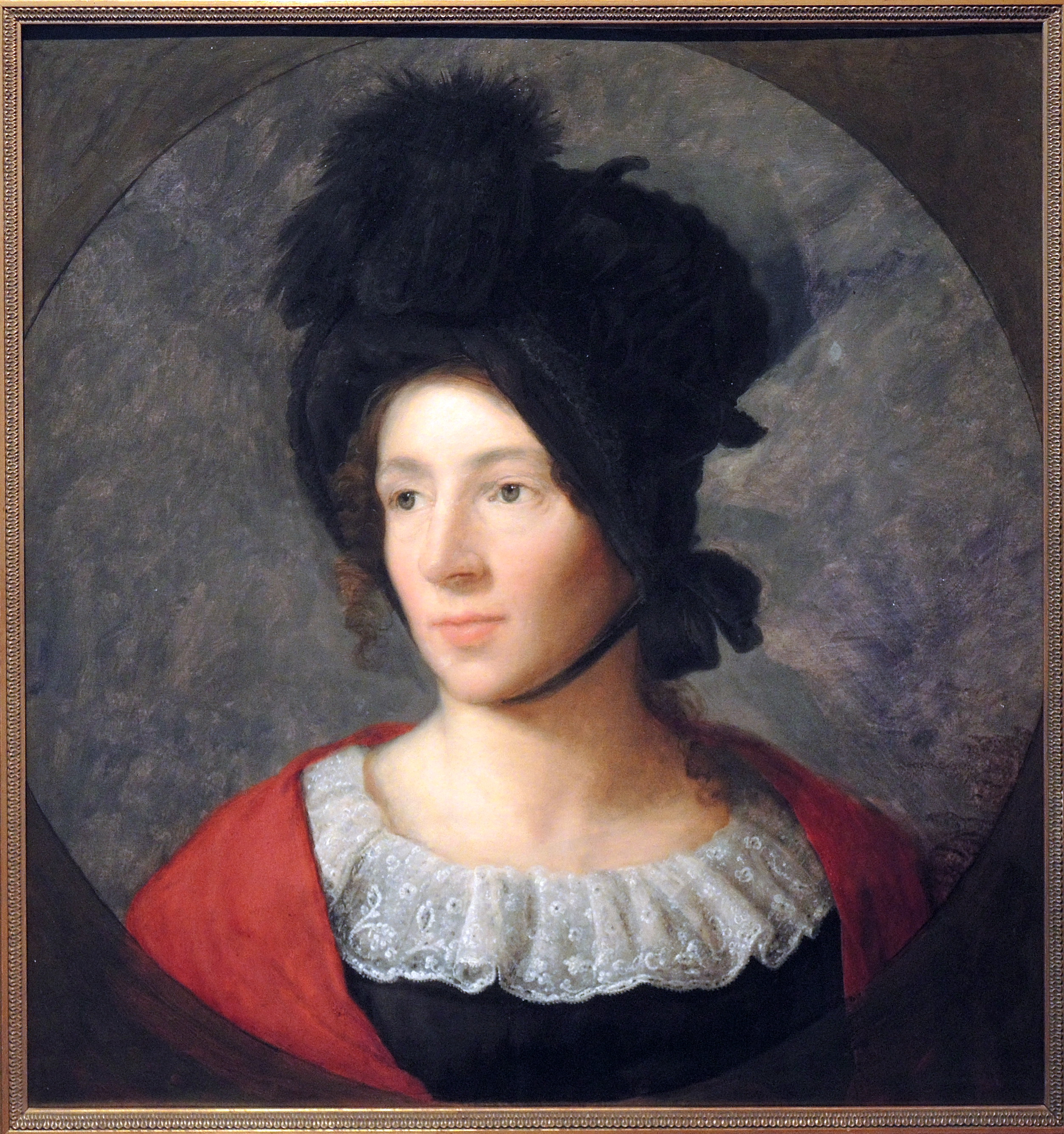
Maria Franziska Diogg (1793–1855), Tochter des Malers, Öl auf Leinwand (doubliert), um 1814
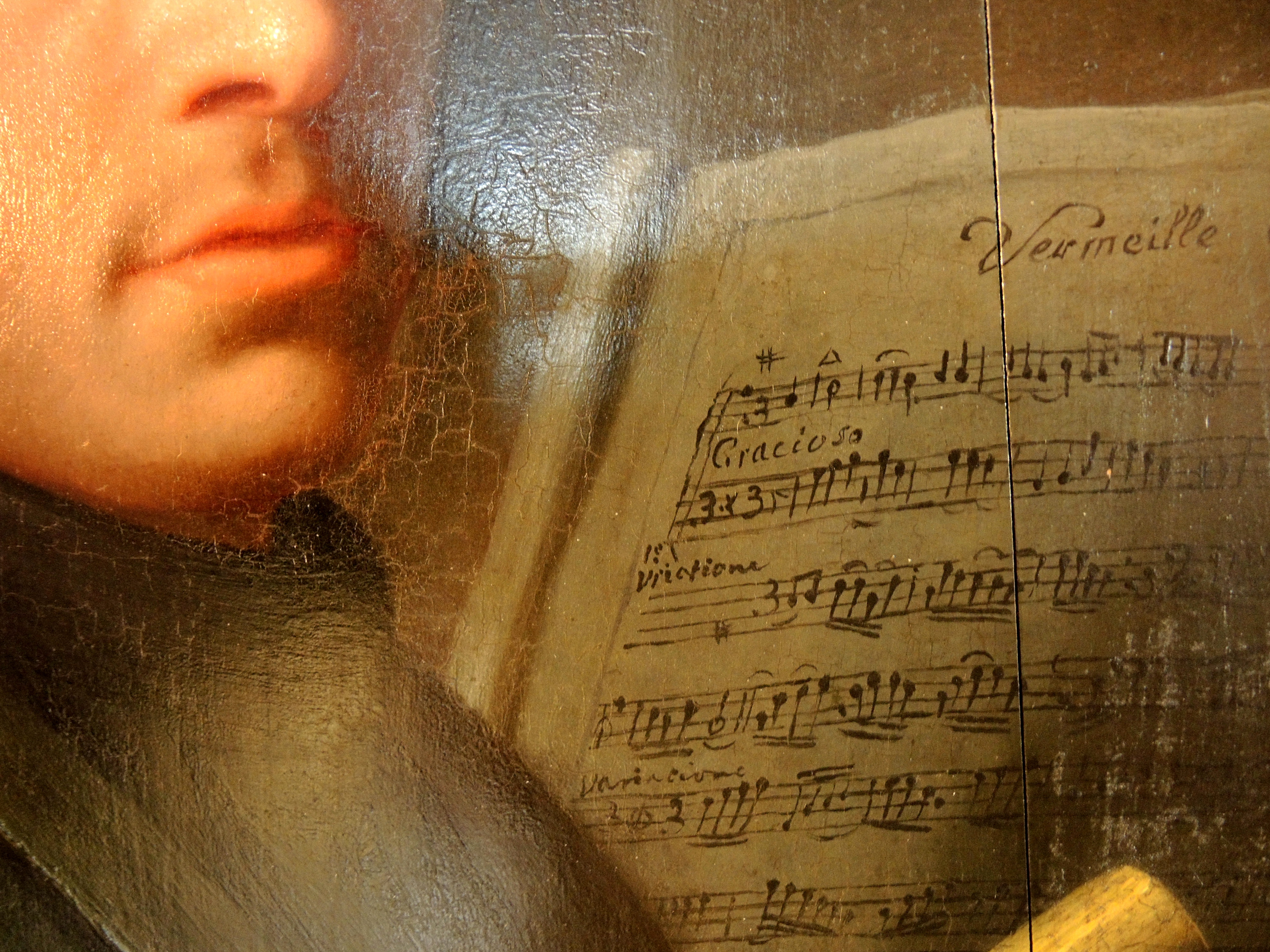
Karl Domnik Greith, Öl auf Holz, um 1800, Detailansicht